# Microsoft MPEG-4
Microsoft MPEG-4（マイクロソフトエムペグフォー、Microsoft MPEG4, Microsoft MPEG4）は米マイクロソフト社が開発したビデオコーデック。

## 概要
マイクロソフト社がMPEG-4の暫定規格を取り入れて独自に開発したコーデックで、本来のMPEG-4（動画 第2部）とは若干異なっている。MPEG-4の規格が正式に制定された1999年前後においては、MPEG-4と言えばMicrosoft MPEG4のことを指すことがあった。
記録型CD1枚に2時間程度の映像を記録でき一時期人気を博したが、大容量のDVDやBDが普及し、高圧縮高画質のH.264コーデックも普及した現在では古いコーデックであるMicrosoft MPEG4は使われなくなった。
Microsoft MPEG4でエンコードした動画はベリノイズと呼ばれる画像の乱れが発生しやすい。そのためベリノイズを抑えるためのツールもある。
マイクロソフト社は後にISO完全準拠のMPEG-4コーデック（ISO MPEG-4 バージョン 1 および 1.1）も開発している。
また、マイクロソフト社はMicrosoft MPEG4をベースにWindows Media Video 7を開発。それを皮切りに、独自コーデックとして8、9へと改良を重ね、VC-1 として現在に至る。

## バージョン
Microsoft MPEG4には以下の3つのバージョンが存在する。
| コーデック          | FourCC |
| ------------------- | ------ |
| Microsoft MPEG-4 v1 | MPG4   |
| Microsoft MPEG-4 v2 | MP42   |
| Microsoft MPEG-4 v3 | MP43   |

マイクロソフト社が当時人気の高かったMicrosoft MPEG4 V3(AVI)のサポートを中止したため、海賊版であるDivX3.11が誕生することとなった。

## 利用例
- テレビ番組やビデオカメラで録画した映像の保存。
- ファイル共有ソフトでのDVDやテレビ番組の交換、共有。

## コンテナ形式
Microsoft MPEG4は主にAVIとASFで使われていた。
- (MP42+MP3).avi
- (MP43+WMA).asf

## Microsoft MPEG4 V3とDivX3.11
DivX3.11はMicrosoft MPEG4 V3のコーデック識別コード(FourCC)を書き換えただけの海賊版であった。よってバイナリエディタや専用のツールでFourCCを書き換えることで相互変換が可能である。
なお、OpenDivXプロジェクトによるDivX 4.0以降はゼロから作られたため、マイクロソフトのコーデックとの関係はない。DivXの項目を参照。